# Kelee Ringo
Kelee Jahare-Hale Ringo (Tacoma, 27 giugno 2002) è un giocatore di football americano statunitense che milita nel ruolo di cornerback per i Philadelphia Eagles della National Football League (NFL).

## Carriera

### Philadelphia Eagles
Al college Ringo giocò a football a Georgia, vincendo due campionati NCAA consecutivi. Fu scelto nel corso del quarto giro (105º assoluto) del Draft NFL 2023 dai Philadelphia Eagles. Debuttò come professionista subentrando nella gara del primo turno contro i New England Patriots mettendo a segno un tackle. La sua stagione da rookie si chiuse con 21 placcaggi, un sack e un intercetto disputando tutte le 17 partite, 2 delle quali come titolare.

## Palmarès
- Super Bowl : 1

Philadelphia Eagles: LIX
- National Football Conference Championship:1

Philadelphia Eagles: 2024